# Choi Tae-uk
Choi Tae-Uk (Incheon, 13 maart 1981) is een Zuid-Koreaans voetballer.

## Clubcarrière
Choi Tae-Uk speelde tussen 2000 en 2010 voor Anyang LG Cheetahs, Incheon United, Shimizu S-Pulse, Pohang Steelers en Jeonbuk Hyundai Motors. Hij tekende in 2010 bij FC Seoul.

## Interlandcarrière
Choi Tae-Uk debuteerde in 2000 in het Zuid-Koreaans nationaal elftal en speelde 30 interlands, waarin hij 4 keer scoorde. Choi vertegenwoordigde zijn vaderland op de Olympische Spelen 2004 in Athene.